# Daniel Heuer Fernandes

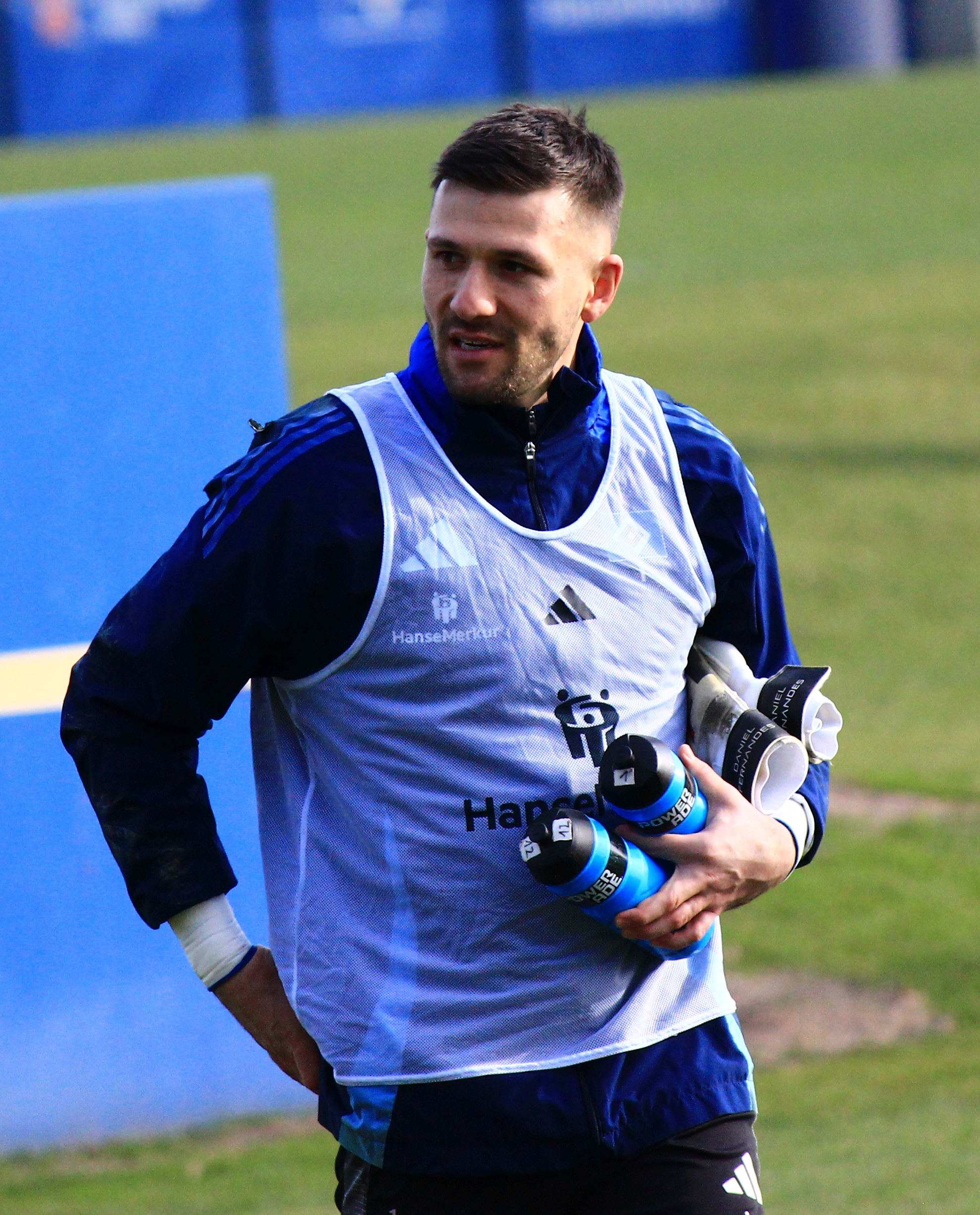
Daniel Heuer Fernandes, 2025

Daniel Heuer Fernandes (Bochum, Alemanha, 13 de Novembro de 1992) é um guarda-redes de futebol germano-português. Actualmente é guarda-redes do Hamburgo SV e foi guarda-redes da equipa nacional portuguesa sub-21. Heuer Fernandes é cidadão da Alemanha e de Portugal.

## Carreira no futebol de clubes
Daniel Heuer Fernandes nasceu em Bochum na Vale do Ruhr (estado federal da Renânia do Norte-Vestefália) de pai português e mãe alemã e cresceu em Langendreer, um quarto em Bochum. Jogou durante a sua infância e juventude para os clubes amadores VfB Langendreerholz e para a SV Langendreer 04, antes de entrar para a academia de jovens da VfL Bochum. Heuer Fernandes jogou durante dois anos no maior clube da cidade de Bochum e mudou depois para Borussia Dortmund, mas um ano mais tarde, regressou à VfL Bochum.
Chega novamente à VfL, torna-se parte da segunda equipa do clube e joga com esta equipa na Regionalliga West, a quarta divisão alemã. Mais tarde, Daniel Heuer Fernandes passou também a fazer parte da equipa profissional da segunda divisão alemã, 2. Bundesliga, mas não jogou num jogo oficial. Para a época 2013-14, deixou a zona do Ruhr e juntou-se à VfL Osnabrück a partir da 3. Liga, a terceira divisão alemã. Heuer Fernandes recebe um lugar regular como guarda-redes, mas não jogou nos últimos três jogos da época.
Após dois anos, mudou para SC Paderborn 07, uma equipa despromovida da Bundesliga. Daniel Heuer Fernandes não jogou até ao 21º round, mas tornou-se depois o guarda-redes de primeira escolha. O SC Paderborn 07 foi despromovido no final da época 2015-16 para a 3.ª Liga e Heuer Fernandes ingressou depois no SV Darmstadt 98, nesta altura uma equipa da Bundesliga. Heuer Fernandes não era um jogador regular e fez apenas sete aparecimentos. Após o rebaixamento para a 2ª Bundesliga, tornou-se o novo guarda-redes de primeira escolha do clube. Mas devido a uma lesão, ele não jogou em seis jogos.
No Verão de 2019, Daniel Heuer Fernandes mudou para o Hamburgo SV. Também no milhão de cidades do norte da Alemanha, foi o guarda-redes titular, mas perdeu o seu lugar habitual antes do final da época 2019-20, após maus desempenhos. O clube foi rebaixado em 2018 da Bundesliga pela primeira vez na sua história e, em 2019, falhou o regresso à primeira divisão alemã, também em 2020, não tendo sido promovido à Bundesliga. Na época 2020-21, Heuer Fernandes jogou inicialmente no jogo da primeira ronda da DFB-Pokal, a Taça da Alemanha, e nos jogos da época contra o Fortuna Düsseldorf (jornada 1) e SC Paderborn (jornada 2), mas perdeu o lugar regular após a contratação de Sven Ulreich, o antigo guarda-redes do Bayern de Munique. O Hamburger SV falhou novamente a promoção para a Bundesliga esta época, terminando em quarto lugar pela terceira vez consecutiva. Como resultado, Sven Ulreich deixou o Hamburgo e Daniel Heuer Fernandes regressou ao clube como guarda-redes regular. O Hamburger SV terminou em terceiro lugar no final da temporada 2021/22 e qualificou-se para os play-offs de rebaixamento/promoção contra o Hertha Berlim. Os alemães do Norte venceram a primeira mão por 1-0 mas perderam a segunda mão por 2-0 e, assim, perderam o regresso à primeira divisão.

## Carreira como jogador internacional
Daniel Heuer Fernandes fez a sua primeira aparição para a Seleção Portuguesa de Futbol Sub-21 a 15 de Outubro de 2012, num jogo amigável contra a Ucrânia. O seu último jogo foi o amigável contra a República Checa, a 31 de Março de 2015. Heuer Fernandes fez parte do plantel português para o Campeonato Europeu Sub-21 de 2015 da UEFA na República Checa como jogador do clube alemão da terceira divisão VfL Osnabrück. Nesta competição, Portugal chegou à final, mas perdeu contra a Suécia após uma disputa de pênaltis. Para a equipa portuguesa de sub-21, Daniel Heuer Fernandes jogou em seis jogos.

## Sítios web
- Perfil e base de dados (weltfussball.de)
- Daniel Heuer Fernandes no site da Federação de Futebol de Portugal